# Bat micva
A bat micva (= a parancsolat leánya) a tizenkettedik életévét betöltött zsidó lányra vonatkozó fogalom: attól a naptól érvényesek rá is a felnőtt nőkre előírt vallási kötelezettségek és jogok. A talmudi időktől (késő ókor) érvényes volt a felnőtté válás időpontja, de nem kapcsolódott hozzá ünnepség. A bat micvát a 19. század közepétől kezdték el egyes közösségekben ünnepelni.

### Változás
A bat micva fogalma a Talmudban (Baba Kama 15a) jelenik meg a felnőtt nőkre vonatkozó előírások betartásával kapcsolatosan, melyre a tizenkettedik életévüket betöltő lányok is kötelesek. Vonatkoznak már rájuk a tiltó parancsok, továbbá az ünnepek szabályai, például, Jom kippurkor a böjt megtartása,sabbati (nyugalomnap) és ünnepi gyertyagyújtás. Ha férjhez megy, akkor érvényes rá a nidá, amely a férjtől való elkülönítettség állapota, mivel a nő ciklusa alatt tiltott a férjével való együttlét. (A menstruáció végét követően a mikvében való szabályszerű megmerítkezés után szűnik meg az elkülönítettség a férj és feleség között.)

### Ünnepség

#### Kialakulása
A lányok vallási nagykorúságát kísérő szertartásokról a 19. századi Európából vannak az első adataink: áldásmondás, az apa ünnepi felhívása a Tórához, a lányok vallási ismeretekből való vizsgáztatása, rabbi beszéde. Az egyik legkorábbi adat 1843-ból Varsóból származik. Magyarországon Wolf Alois Meisel, a Dohány utcai zsinagóga rabbija tartott először ilyen szertartást.
Rabbi Musafiya írása szerint Franciaországban a 19. század végétől tartottak bat micva ünnepségeket. Az 1890-es években Joseph Hayyim bagdadi rabbi is a lányok ünneplése amellett érvelt, előírva, hogy leány ünnepi (sabbati) ruhát viseljen, lehetőleg újat, amire ő maga is áldást mondhat.
A bar micvával megegyező, tóraolvasást is magábafoglaló bat micva szertartás a 20. század közepén az Egyesült Államokban jelent meg, és az 1960-as években kezdett elterjedni.
Az 1970-es évektől a korábban elzárkózó orthodox irányzatok is elkezdtek bat micva ünnepségeket tartani a maguk módján.

#### Helyszín
A bat micva ünneplésének helyszíne és módja napjainkban is különbözik az egyes vallási irányzatokban. A neológ irányzatban a zsinagógákban tartanak bat micvát savuotkor, a szertartás során fogadalmat tesznek és áldást kapnak a lányok. Reform közösségek szintén zsinagógában tartják, és a tórából való felolvasás is részét képezi. Orthodox közösségeknél iskolákban vagy otthon kerül sor a bat micva ünneplésére.

#### Öltözet
A vendégektől a zsinagógákba illő öltözetben való megjelenés elvárt: férfiaknak öltöny, nőknek alkalmi ruházat, ami fedi a térdeket és vállakat. Az ünnepelt a szertartás során Sabbathoz méltó öltözetben jelenik meg, a reform irányzatoknál tóra-olvasás közben tallitot visel.

#### Ajándékok
A vendégek, illetve a hozzátartozók szokás szerint megajándékozzák az ünnepeltet. Leggyakrabban olyan ajándékokat kap a lány, amelyek reprezentálják vallási értelemben vett érettségét és szerepváltozását. Ezek közé tartozik a mezuza, a szombati gyertyatartó és a menóra.